# Карні (Аризона)
Карні (англ. Kearny) — місто (англ. town) в США, в окрузі Пінал штату Аризона. Населення — 1741 особа (2020).

## Географія
Карні розташоване за координатами 33°3′21″ пн. ш. 110°54′29″ зх. д. / 33.05583° пн. ш. 110.90806° зх. д. (33.055967, -110.908190).  За даними Бюро перепису населення США в 2010 році місто мало площу 7,28 км², з яких 7,15 км² — суходіл та 0,12 км² — водойми.

## Демографія
Згідно з переписом 2010 року, у місті мешкало 1950 осіб у 756 домогосподарствах у складі 534 родин. Густота населення становила 268 осіб/км².  Було 878 помешкань (121/км²).
Расовий склад населення:
| - 83,2 % — білих - 0,8 % — корінних американців - 0,5 % — чорних або афроамериканців - 0,4 % — азіатів - 0,1 % — вихідців з тихоокеанських островів - 11,6 % — осіб інших рас |

До двох чи більше рас належало 3,4 %. Частка іспаномовних становила 41,6 % від усіх жителів.
За віковим діапазоном населення розподілялося таким чином: 26,0 % — особи молодші 18 років, 54,3 % — особи у віці 18—64 років, 19,7 % — особи у віці 65 років та старші. Медіана віку мешканця становила 41,8 року. На 100 осіб жіночої статі у місті припадало 97,4 чоловіків;  на 100 жінок у віці від 18 років та старших — 96,3 чоловіків також старших 18 років.
Середній дохід на одне домашнє господарство  становив 54 259 доларів США (медіана — 43 563), а середній дохід на одну сім'ю — 57 454 долари (медіана — 55 625). Медіана доходів становила 47 670 доларів для чоловіків та 33 882 долари для жінок. За межею бідності перебувало 21,2 % осіб, у тому числі 26,9 % дітей у віці до 18 років та 8,1 % осіб у віці 65 років та старших.
Цивільне працевлаштоване населення становило 821 осіб. Основні галузі зайнятості: сільське господарство, лісництво, риболовля — 30,2 %, освіта, охорона здоров'я та соціальна допомога — 15,6 %, публічна адміністрація — 10,0 %, мистецтво, розваги та відпочинок — 7,6 %.